# ACP (białko)

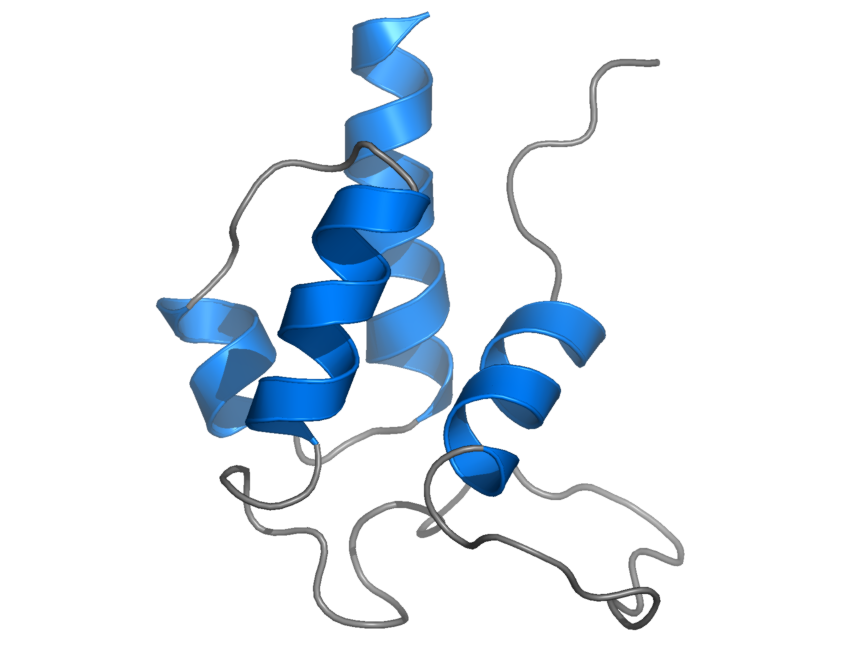
Model struktury białka ACP u Streptomyces coeli

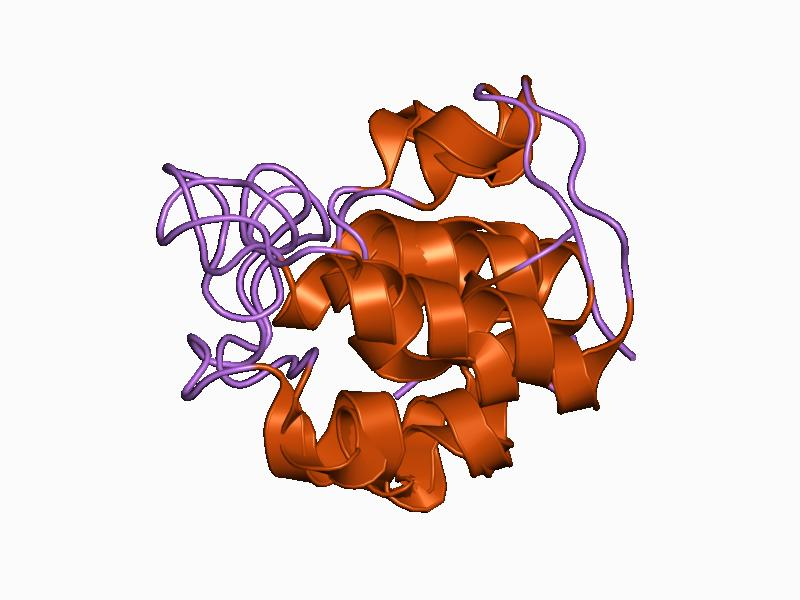
Model wstęgowy struktury ACP

Grupa fosfopanteteinowa łącząca się z seryną.

ACP (ang. acyl carrier protein), proteina przenosząca acyl, białkowy nośnik grup acylowych – białko przenoszące grupy acylowe (acyle). Składa się z 77 aminokwasów oraz grupy fosfopanteteinowej, takiej samej jaka wchodzi w skład CoA, przyłączonej do seryny białkowego komponentu.
Białko to wchodzi w skład kompleksu enzymatycznego, na którym zachodzi biosynteza kwasów tłuszczowych i jest białkiem przenoszącym reszty acylowe kwasów tłuszczowych, należy do grupy transferaz.
Podczas syntezy kwasy tłuszczowe są kowalencyjnie związane z grupą tiolową (−SH) białkowego nośnika grup acylowych, natomiast podczas rozpadu wiążą się z CoA